# Mama (6ix9ine)
Mama è una canzone del rapper statunitense di origini messicane 6ix9ine. Il brano è contenuto nell'album in studio di debutto del rapper ed è la quinta traccia. Vanta la collaborazione del rapper statunitense Kanye West e della rapper statunitense di origini trinidadiane Nicki Minaj.
Il brano è prodotto da Murda Beatz e Sool Got Hits.

## Video musicale
Il videoclip della traccia avrebbe dovuto ritrarre i tre artisti a Beverly Hills, ma non è mai stato pubblicato per i problemi con la giustizia di 6ix9ine.

## Successo commerciale
Mama debutta al 68º posto nella classifica britannica nella settimana successiva alla pubblicazione di Dummy Boy.
Nella Billboard Hot 100 arriva alla posizione numero 43, mentre nella Billboard Canadian Hot 100 arriva alla posizione 51, prima del balzo alla posizione 16 la settimana successiva.
La posizione migliore in classifica di Mama si trova però nella classifica slovacca, dove la canzone è arrivata al 15º posto.

## Tracce
1. Mama (feat. Kanye West e Nicki Minaj) – 3:12